# Robert Mackie
Pour les articles homonymes, voir Mackie (homonymie).
Robert Gordon Mackie (24 mars 1939 à Monterey Park, Californie - ), plus connu sous le nom de Bob Mackie, est un styliste. Il est surtout reconnu pour les costumes créés à l'intention de Cher.
Utilisant avec imagination les paillettes et autres brillants dans ses créations, il est souvent surnommé le « sultan des sequins » et le « maharadjah des strass ».
Il a reçu sept Emmy Awards pour ses créations.
Plusieurs vedettes internationales ont porté ses créations :
- Carol Burnett
- Raquel Welch
- Cher
- Mitzi Gaynor
- Diahann Carroll
- Judy Garland (lors d'une télésérie qu'elle animait)
- Lucille Ball
- Barbra Streisand (dans le film Funny Lady)
- Madonna (lors de la cérémonie des Oscars du cinéma en 1991)
- Diana Ross
- Elton John
- Marlene Dietrich
- Oprah Winfrey (lors de la cérémonie des Oscars du cinéma en 1986)
- Bette Midler
- Tina Turner
- Whoopi Goldberg (lors de la cérémonie des Oscars du cinéma en 1999)
- Sharon Stone (dans le film Casino)
- Brooke Shields (dans le film Brenda Starr)
- Ann-Margret
- Sylvie Vartan (pour la scène, de 1977 à 1983)
- Anjelica Huston (sur la page couverture de Vanity Fair en 1990)
- RuPaul (qui le récompense d'ailleurs du premier "Giving Us Life-time Achievement Award")[1]

## Anecdote
Il a aussi réalisé des créations à l'intention de la poupée Barbie, recherchées par les collectionneurs.

## Citation
- « Une femme qui porte mes créations n'a pas peur de se faire remarquer. » (traduction libre de (en) A woman who wears my clothes is not afraid to be noticed.)